# Грэй, Маккензи
Александр Маккензи Грей (англ. Alexander Mackenzie Gray, род. 22 ноября 1957, Торонто, Онтарио, Канада) — канадский актёр театра, кино и телевидения.

## Жизнь и карьера
Грей родился в Торонто. Некоторое время обучался и работал в Лондоне, но вернулся заканчивать обучение в Торонтский университет.
В Великобритании принимал участие в съемках любительских фильмов, а в 1983 году снялся в профессиональном фильме «Война». После этого работал на сцене театров Великобритании, Канады и США. Он снялся более чем в 130 фильмах и телевизионных шоу, озвучивал героев мультфильмов и видеоигр.
Работал в составе комитета премии Джемини в 2006 году.
12 августа 2000 года женился на Андреа Симпсон

## Избранная фильмография
| Год          |    | Русское название                                               | Оригинальное название                   | Роль                                     |
| ------------ | -- | -------------------------------------------------------------- | --------------------------------------- | ---------------------------------------- |
| 1992         | с  | Рыцарь навсегда                                                | Forever Knight                          | (1 сезон, 4 эпизод)                      |
| 1994         | ф  | Репликатор                                                     | Replikator                              | Кэндор                                   |
| 1997         | с  | Строго на юг                                                   | Due South                               | Джордж (3 сезон, 10 эпизод)              |
| 2001         | тф | Путешествие «Единорога»                                        | Voyage of the Unicorn                   | Скотос                                   |
| 2002         | тф | Вавилон-5: Легенда о рейнджерах. Жить и умереть в сиянии звёзд | Babylon 5: The Legend of the Rangers    | министр Кафта                            |
| 2003         | ф  | Попутчик 2                                                     | The Hitcher II: I've Been Waiting       | лейтенант                                |
| 2004—2005    | с  | Коллекционер человеческих душ                                  | The Collector                           | дьявол                                   |
| 2005         | с  | Секс в другом городе                                           | The L Word                              | Венус де Мильер (2 сезон, 7 эпизод)      |
| 2006         | с  | Кайл XY                                                        | Kyle XY                                 | чиновник (1 сезон, 4 эпизод)             |
| 2006         | с  | Тайны Смолвиля                                                 | Smallville                              | доктор Элистер Крейг(5 сезон, 15 эпизод) |
| 2007         | ф  | Стрелок                                                        | Shooter                                 | Дейв Симмонс                             |
| 2007         | с  | Сверхъестественное                                             | Supernatural                            | джинн (2 сезон, 20 эпизод)               |
| 2008         | с  | Ясновидец                                                      | Psych                                   | Грегор (2 сезон, 15 эпизод)              |
| 2008         | ф  | Ничего себе поездочка 2: Смерть впереди                        | Joy Ride 2: Dead Ahead                  | бармен                                   |
| 2008         | с  | Убежище                                                        | Sanctuary                               | мистер Джонс (1 сезон, 4 эпизод)         |
| 2008—2012    | мс | Железный человек: Приключения в броне                          | Iron Man: Armored Adventures            | Обадайя Стэйн                            |
| 2009         | ф  | Воображариум доктора Парнаса                                   | The Imaginarium of Doctor Parnassus     | монах                                    |
| 2010         | с  | Живая мишень                                                   | Human Target                            | Темпелтон (1 сезон, 11 эпизод)           |
| 2010         | с  | Тайны Смолвиля                                                 | Smallville                              | клон Лекса Лютора(10 сезон, 1 эпизод)    |
| 2011         | с  | Клан Кеннеди                                                   | The Kennedys                            | сенатор Рассел (1 сезон, 11 эпизод)      |
| 2011         | ф  | Искатели могил                                                 | Grave Encounters                        | Хьюстон Грей                             |
| 2012         | с  | Алькатрас                                                      | Alcatraz                                | отец Кита (1 сезон, 3 эпизод)            |
| 2013         | ф  | Человек из стали                                               | Man of Steel                            | Джакс-Ур                                 |
| 2016         | ф  | Варкрафт                                                       | Warcraft                                | посланник Альянса                        |
| 2016         | с  | Холистическое детективное агентство Дирка Джентли              | Dirk Gently's Holistic Detective Agency | Люкс Дужур                               |
| 2017         | с  | Легион                                                         | Legion                                  | Уолтер / Око                             |
| 2010 — н. в. | мс | Дружба — это чудо                                              | My Little Pony: Friendship Is Magic     | Дэнди Грандьюр                           |